# Itycirrhitus wilhelmi
Itycirrhitus wilhelmi is een straalvinnige vissensoort uit de familie van de koraalklimmers (Cirrhitidae). De wetenschappelijke naam van de soort is voor het eerst geldig gepubliceerd in 1972 door Lavenberg & Yañez.